# Храм-кладенец при Балао
Храм-кладенецът Sa Funtana Coberta (названието на местен Сардински диалект) при Балао, Сардиния е археологически обект датиращ от 1200 г.пр.Хр. Той се намира в Провинция Южна Сардиния и е едно от най-старите мегалитни съоръжения от подобен тип на острова. Архитектурният план на съоръжението е изненадващо идентичен с този на Гърленският храм-кладенец, разположен край село Гърло, България.

## Описание и особености
Свещеният кладенец е изграден на малка поляна, доминираща над околния терен, далеч от съвременното селище. Централната му ос с входа е ситуирана фронтално на наклона и днес на терена е представен само от полупокрития дромос и опейон над толоса с малка част от защитната му стена, изградена на известно разстояние от него. Останалата част е отнесена от поройните води през хилядолетното му съществуване. Над терена не се очертават следи от свързаната с него архитектурна среда.
Много добре запазени са полупокритият дромос и кошеровидният толос с опейон, подграден от неголеми каменни блокчета. Откритата част на дромоса постепенно се стеснява и достига до пода на толоса с кладенеца. Дромосът е зает от 13 каменни стъпала и е с дължина 4 m и ширина 1,10 m. Входът към толоса е с почти отвесни стени и прав горен праг, реализиран от монолит (архитрав). Кошеровидният толос е изграден чрез постепенно стесняване на диаметрите във височина и достига около 5 m. Диаметърът на пода е 4.15 m. Отворът на кладенеца е леко изместен от геометричния център към срещуположната на пода стена и няма никаква защитна стена въпреки пет метровата му дълбочина. Целият кладенец е изграден в opus incentrum  – зидария от необработен средноедър ломен камък – варовикови каменни късове – заоблени във формата на неправилни паралелепипеди. На тази база съоръжението е датирано към късна Бронзова епоха – X – IX в.пр.Хр.)
Пода на толоса около отвора на шахтата на кладенеца е покрита с 34 каменни плочи, а дълбочината на кладенеца е 5,20 m, с диаметър на устието 1,35 m., което е намалява до 0,90 m. при дъното, вкопано в основната скала, където е каптиран изворът на вода. Понастоящем издигнатите структури са ограничени до стената на периметъра под формата на ключалка, която затваря атриума и барабана на кладенеца.
Пространствено-плановото решение на кладенеца публикувано през 1954 г. показва, че съоръжението е имало правоъгълен притвор с приблизителна дължина 2,50 m. и ширина 1,80 m. и че пред него е съществувало и открито помещение, от което в наши дни са запазени два камъка. Притворът след стесняване и конструктивна връзка преминава към стените на дромоса и толоса.
Изненадваща е аналогията при надземната маркировка на кладенеца при Балао с кладенеца Санта Анастасия при Сардара. Двете съоръжения са синхронни, изградени са в една и съща строителна техника, но пространствените им решения нямат нищо общо. При Санта Анастасия стените на притвора продължават и очертават над терена подземния толос и дромос и защитават опейона. Такива елементи на градежа се наблюдават и при свещените кладенци Санта Витория и Санта Кристина. Строгото запазване на канонизиран сакрален архитектурен вид, застъпван на остров Сардиния през повече от хилядолетие – от средата на Бронзовата епоха до ранната Желязна епоха се обяснява с единната етнокултура на обитателите на остров Сардиния.
Храм-кладенецът при Балао намира абсолютно покритие на архитектурния градеж с този на Храм-кладенеца при село Гърло, България. Разликата в размера на толосите при двете съоръжения е само няколко сантиметра. Според изследователката на мегалитното съоръжение край село Гърло проф.Димитрина Митова-Джонова, няма съмнение, че сакралният кладенец край Балао е бил свързан с култа към подпочвените води и шумерският бог Енки. 

## Археологическо проучване
Първите археологически разкопки на обекта са осъществени от Антонио Тарамели, проведени през 1918 – 1919 г. Едва през 1994 г. е възобновено археологическото проучване, което продължава в нови кампании през 1998 г., 2003 г. и 2008 г.
Под повърхностния пласт, датираща от Римската епоха, е разкрит пласт, чиито културни елементи са единствено нурагически. В пласта са открити 150 керамични фрагмента от средната и късната Бронзова епоха.
В най-стария културен пласт е открита глинена урна, съдържаща фрагменти от оброчни мечове и метални слитъци  – вероятно принесени в дар. Сред находките са и бронзови брадви, чиито матрици за леене са открити в близост до нураг Албучиу край Арцакена. Те са подобни на британските образци, но и идентични с микенските матрици (принадлежащи към Културата късна Елада III) и подобни находки открити в Културен пласт Троя VIIb. Открити са и фрагменти от Микенската керамика – както оригинална, така и копирана и изработена на място – датирана в Културата късна Елада III и вече разкрита при нураг Антигори край Каляри.
Заедно с тези находки са открити фрагменти от нурагическа скулптурна пластика – бронзети: главата на стрелец, ухо на животно, част от крак с постамент. По-специално кракът е идентичен с многобройни други бронзети, включително тези със сюжети на „Молещият се племенен вожд“ и „Сводният стрелец“ от Тети; „Племенният вожд“ от Монте Аркосу, „Воините“ с меч и лък или меч и щит от Ута, „Войникът“ с рапира и щит на раменете от Соргоно.
Освен един фрагмент, украсен с прорези, намерени по време на кампанията за разкопки през 1998 г. в района на колибите източно от кладенеца, както и във всички останали нурагически пластове, проучени около кладенеца липсват свидетелства за обитание след началото на последната фаза на Бронзова епоха.